# Rue de Candolle
La rue de Candolle est une voie située dans le quartier du Jardin-des-Plantes dans le 5e arrondissement de Paris.

## Situation et accès
La rue de Candolle est desservie à proximité par la ligne 7 à la station Censier - Daubenton.

## Origine du nom
Elle doit son nom au botaniste suisse Augustin Pyrame de Candolle (1778-1841) en raison de la proximité du jardin des plantes de Paris.

## Historique
Cette rue est ouverte en même temps que la rue Monge en 1859 et prend son nom actuel en 1869.

## Bâtiments remarquables et lieux de mémoire
- La rue longe le chevet de l'église Saint-Médard et la chapelle des cathéchismes. Cette dernière est située à l’emplacement du charnier où fût enterré le diacre François de Pâris[2].